# Mniszów (gromada w powiecie kozienickim)
Mniszów – dawna gromada, czyli najmniejsza jednostka podziału terytorialnego Polskiej Rzeczypospolitej Ludowej w latach 1954–1972.
Gromady, z gromadzkimi radami narodowymi (GRN) jako organami władzy najniższego stopnia na wsi, funkcjonowały od reformy reorganizującej administrację wiejską przeprowadzonej jesienią 1954 do momentu ich zniesienia z dniem 1 stycznia 1973, tym samym wypierając organizację gminną w latach 1954–1972.
Gromadę Mniszów siedzibą GRN w Mniszowie (w obecnym brzmieniu: Mniszew) utworzono – jako jedną z 8759 gromad na obszarze Polski – w powiecie kozienickim w woj. kieleckim, na mocy uchwały nr 13e/54 WRN w Kielcach z dnia 29 września 1954. W skład jednostki weszły obszary dotychczasowych gromad Mniszów, Rękowice i Nowy Gruszczyn (bez kol. Gruszczynek) ze zniesionej gminy Rozniszew w tymże powiecie. Dla gromady ustalono 10 członków gromadzkiej rady narodowej. Była to najdalej na północ wysunięta gromada woj. kieleckiego, położona w widłach Pilicy i Wisły.
31 grudnia 1961 gromadę zniesiono, a jej obszar włączono do gromady Rozniszew.